# フアド・バシル
フアド・バシル（Fouad Bachirou 、1990年4月15日 - ）は、フランス・ドローム県ヴァランス出身のプロサッカー選手。オモニア・ニコシア所属。ポジションはMF。

## 経歴

### クラブ
パリ・サンジェルマンFCの下部組織出身。2008年から3部リーグ所属のリザーブチームでプレーしたが、トップチーム昇格は叶わなかった。
2010年7月、トライアル参加を経て、グリノックモートンFCと契約を締結した。
2014年夏、スウェーデンのエステルスンドFKに移籍。2018年1月、移籍金700万クローナでマルメFFに移籍。
2020年8月26日、イングランド・EFLチャンピオンシップのノッティンガム・フォレストFCに移籍。
2021年8月16日、オモニア・ニコシアに加入。

### 代表
両親がコモロ出身のため、コモロ代表でのプレーを選んだ。
2014年2月、フランスのマルセイユで開催されたブルキナファソ代表戦でコモロ代表デビューを飾った。5月にはアフリカネイションズカップ2015予選のケニア代表戦に出場した。

## タイトル

### クラブ
エステルスンド
- スウェーデンカップ: 2016-17

マルメ
- アルスヴェンスカン: 2020